# Інститут бабусь
Інститут бабусь — радянський телефільм (телеспектакль) з циклу «За Вашим листом» за оригінальним сценарієм Анни Родіонової, створений Головною редакцією літературно-драматичних програм Центрального телебачення Держтелерадіо СРСР. Прем'єра на телебаченні відбулася 6 серпня 1984 року.

## Сюжет
Молоді батьки Алла і Роберт збираються виїхати на 5 років в Норильськ. Роберт бачить в роботі на Крайній Півночі можливість професійної самореалізації, якої у нього не буде у великому місті, Алла їде не стільки з професійних міркувань, скільки з боязні, що в Норильську у чоловіка можуть зав'язатися близькі стосунки з іншою жінкою, його колегою по проектному інституту. Велика зайнятість на новій роботі і дуже складні кліматичні умови — причини, через які молоде подружжя вирішує не брати з собою дітей, дошкільника Петю і однорічну Аглаю. На їхню думку, про дітей цілком зможуть піклуватися всі ці 5 років бабусі — мати Роберта, інтелігентна Зінаїда Веніамінівна, яка знає французьку мову і багато років викладала музику, і мати Алли, простувата, але серцева баба Поля, що живе в сільському передмісті. Однак самі бабусі вважають ситуацію, коли довгі роки діти будуть рости без батьків, неприпустимою. Аллі і Роберту, вважають вони, не вистачає почуття відповідальності за своїх дітей. У підсумку, зіткнення поколінь призводить до розриву до цього міцних сімейних уз, сім'я розпадається на кілька частин, розділених або тисячами кілометрів відстані, або глухою стіною нерозуміння й образи.

## У ролях
- Євгенія Ханаєва — баба Зіна (Зінаїда Веніамінівна), мати Роберта
- Антоніна Дмитрієва — баба Поля (Парасковія Гнатівна), мати Алли
- Лариса Кузнецова — Алла
- Юрій Астаф'єв — Роберт
- Антон Сіман — Петя, син Роберта і Алли
- Галина Васькова — Тася, подруга баби Полі, що продає корову
- Ольга Гьозе-Станіцина — Галочка, подруга Зінаїди Веніамінівни з групи здоров'я
- Вікторія Раєцька — Ірочка, подруга Зінаїди Веніамінівна з групи здоров'я

## Знімальна група
- Режисер-постановник — Марина Ішимбаєва
- Сценарист — Анна Родіонова
- Оператори-постановники — Борис Лазарев, Вадим Мельніков
- Художник-постановник — Станіслав Морозов
- Музика: у фінальних титрах телефільму звучить пісня рос. «От прощанья до прощанья» у виконанні Олександра Дольського.